# Алиев, Хабиб Микаилович
Хабиб Микаилович Алиев (род в 1940, с. Урахи Дагестанская АССР—ум в 1992, г. Москва) — советский писатель, поэт и драматург, кандидат филологических наук. Член Союза писателей СССР. Лауреат Государственной премии ДАССР им. Сулеймана Стальского. Заслуженный работник культуры Дагестанской АССР. 

## Биография
Хабиб Алиев родился  2 марта 1940 года в селе Урахи Сергокалинского района Дагестанской АССР. По национальности  — даргинец.
С золотой медалью окончил Урахинскую среднюю школу в 1958 году. 
Высшее образование получил в Дагестанском университете и аспирантуре Дагестанского филиала Академии наук СССР.
Работал учителем, завучем Урахинской средней школы. С 1973 года — кандидат филологических наук.

## Творчество
Первые произведения Алиева были опубликованы в 1957 году. Сначала его стихи печатались в районной и республиканской прессе, а затем стали выходить отдельными изданиями. 
Перу Алиева принадлежат поэтические сборники «Четыре времени года» и «Сын полей» (за последний ему была присуждена премия им. Сулеймана Стальского). 
Прозаические произведения Алиева представлены повестями «Рассказы о Каре Мамае Мямме», «Гаршлан», «Бесконечный дороги», «Десять лет спустя», «Дни поздней осени», «Дочь двух отцов», «Ветка горькой полыни». О жизни дагестанских сёл в годы Великой Отечественной войны повествует роман Алиева «Длинные дни и ночи». 
Романы «Червоточина» и «Трещина» показывают недостатки общественной жизни при развитом социализме. О жизни и творчестве поэта повествует роман «Батырай». 
Также Алиев является автором пьес, поставленных в Даргинском государственном театре.